# Time and Again
Time And Again är Corrodeds debutsingel som släpptes den 14 februari 2009 och landade på 24:e plats på den officiella singellistan En musikvideo till Time And Again publicerades på Youtube och på bandets Myspace 14 februari 2009. Singeln Time And Again används också som musik till den officiella trailern för Robinson Karibien 

## Låtlista
1. "Time And Again" - 04:07

## Listplaceringar
| Lista (2009-2009) | Position |
| ----------------- | -------- |
| Sverige           | 24       |